# Red Faction – Die Rebellen
Red Faction – Die Rebellen (englischer Originaltitel: Red Faction: Origins) ist ein amerikanischer Science-Fiction-Film aus dem Jahr 2011, bei dem Michael Nankin Regie führte. Er basiert auf der Red-Faction-Computerspielreihe von THQ und setzt die Geschichte des Spiels Red Faction: Guerrilla fort.
Der Fernsehfilm wurde erstmals am 4. Juni 2011 auf dem amerikanischen Sender Syfy ausgestrahlt.

## Hintergrund
Der Film spielt wie die Spiele der Red-Faction-Reihe auf dem Mars. Kolonisten haben den Mars besiedelt und begonnen, den Planeten mittels Terraforming zu verändern. Doch der Planet stand unter Kontrolle der Erdstreitkräfte (E.D.F.), die die Kolonisten brutal unterdrückten und ausbeuteten. Unter der Führung von Alec Mason gelang es der Widerstandsbewegung Red Faction schließlich gemeinsam mit den wilden Maraudern, die E.D.F. vom Mars zu vertreiben und ihre Unabhängigkeit zu erringen.
Nach dem Sieg heiratete Mason die Widerstandskämpferin Samanya und sie bekamen einen Sohn und eine Tochter. Fünfzehn Jahre nach der Befreiung des Mars drangen unbekannte Soldaten in das Haus der Masons ein, töteten Samanya und entführten ihre Tochter Lyra. Man hielt die Marauder für die Täter und Lyra für tot.

## Handlung
Die Handlung des Films beginnt 25 Jahre nach der Befreiung des Mars. Alec Mason ist nach dem Tod seiner Frau und Tochter zum Alkoholiker geworden und tief gestürzt. Sein Sohn Jake ist nun Lieutenant im Militär der Red Faction und muss ihn bei einer Barschlägerei verhaften.
Das Wrack des Erd-Schlachtschiffs Hydra, das im letzten Kampf des Unabhängigkeitskampfes im Anflug auf den Mars von Mason zerstört worden war, stürzt aus dem Orbit und schlägt im Niemandsland zwischen den Territorien der Kolonisten und Marauder auf. Jake Mason wird mit einer Einheit dorthin geschickt, um wertvolle Technologien zu bergen. Dabei begleitet ihn die Technikerin Tess. Während die Soldaten die Leichen getöteter Marauder finden, stößt Jake im Wrack auf eine Gruppe weißgekleideter Soldaten, die ein Gerät wegschleppen. Als er einen von ihnen angreift, entpuppt sich der Soldat als junge Frau. Jake ist überzeugt, dass es sich um seine Schwester Lyra handelt.
Zurück in der Siedlung Eos versucht er seinen Vater und seine Vorgesetzten zu überzeugen, dass er Lyra gefunden hat, doch niemand glaubt ihm. Deshalb beschließt er, auf eigene Faust zum Wrack zurückzukehren. Dabei wird er von Tess begleitet, die mehr von der Technologie der E.D.F. bergen will. Jake lässt Tess unterwegs zurück und stößt des Nachts auf die zwei Marauder Corvallis und Leo, die sich ihm widerstrebend anschließen. Zu dritt machen sie sich zum Asimov-Sektor auf, einem gesetzlosen Außenposten. Dort stoßen sie nicht nur auf Tess, sondern können auch die Spur der weißgekleideten Soldaten aufnehmen. Tess findet außerdem heraus, dass es sich bei dem entwendeten Gerät aus der Hydra um einen Teil eines Nuklearreaktors handelt.
Die Spur der Soldaten führt zum Mädler-Krater, wo sie eine geheime Basis der E.D.F. entdecken. Jake und Tess werden gefangen genommen und treffen dabei auf Lyra, die sich tatsächlich als Jakes verschollene Schwester herausstellt. Die E.D.F. hatte damals infolge einer Seuche viele Verluste und stahl deshalb Kinder der Kolonisten. Man erzählte ihr, dass ihre Familie bei einem Unfall ums Leben gekommen sei und sie von der E.D.F. verletzt gefunden worden wäre. Selbst nachdem sie nun Jake wiedergetroffen hat, glaubt sie diese Geschichte noch immer. Nachdem Tess angeschossen wird, muss Jake mithilfe von Corvallis und Leo ohne Lyra fliehen.
Die E.D.F. beschleunigt daraufhin ihre Pläne und startet ein lange Jahre unter der Marsoberfläche verborgenes Schlachtschiff. Vor der Ortung durch die Red Faction geschützt feuern sie auf die Siedlung Eos, wo dies als Angriff der Marauder angesehen wird. Jake erreicht Eos kurz darauf, doch niemand will ihm glauben, dass dies nur eine Täuschung der E.D.F. war um einen Krieg zu provozieren. Er wird als Deserteur verhaftet, kann jedoch kurz darauf mit den Maraudern und seinem Vater fliehen. Gemeinsam stehlen sie ein Shuttle und finden kurz darauf das E.D.F.-Schlachtschiff, das sich in einem tiefen Graben vor der Ortung versteckt. Man bereitet einen Angriff auf die Marauder vor um endgültig einen Krieg anzuzetteln.
Jake, Corvallis und Leo gelangen an Bord des Schlachtschiffs, um Lyra zu befreien. Diese beginnt zwischenzeitlich, sich an ihre Kindheit zu erinnern und an der Geschichte der E.D.F. zu zweifeln. Als der Kommandant der EDF erkennt, dass sie die Wahrheit ahnt, versucht er sie umzubringen. Es kommt zum Kampf, bei dem Lyra und Jake den Kommandanten schließlich gemeinsam töten. Sie fliehen mit Hilfe des Shuttles vom Schlachtschiff, werden jedoch beschossen und müssen notlanden. Die E.D.F. nimmt nun eine der Terraforming-Vorrichtungen ins Visier, deren Zerstörung das Ende der Versorgung mit Atemluft für die Kolonisten und Marauder bedeuten würde. Ihre letzte Chance, dies zu verhindern, ist das beschädigte Shuttle in das Schlachtschiff zu steuern und es so zu zerstören. Alec Mason nimmt diese Aufgabe auf sich. Nachdem er sich über Funk von seinen Kindern verabschiedet hat, fliegt er das Shuttle in das Schlachtschiff und opfert sich selbst um Kolonisten und Marauder zu retten.
In Eos kommt es bald darauf zum Zusammentreffen der Anführer der Red Faction und der Marauder. Jake schlägt eine neue Allianz zwischen den beiden Gruppen vor, eine gemeinsame Organisation zum Schutz aller Marsianer. Leo, der sich nun als Sohn der Matriarchin der Marauder herausstellt, schließt sich ihm an. Und auch Tess wird ein Mitglied in Jakes neuem Team. Anschließend bringt Jake Lyra zum ersten Mal seit vielen Jahren wieder nach Hause.

## Produktion
Der Film war Teil einer Partnerschaft zwischen dem Fernsehsender Syfy und dem Spieleunternehmen THQ. Für Syfy war der Film Teil einer Unternehmensstrategie um den Bereich Syfy Games auszubauen, der u. a. Computerspiele auf Basis von Syfy-Produktionen veröffentlicht. Syfy Games produzierte auch den nächsten Teil der Red-Faction-Reihe, Red Faction: Armageddon, mit. Für THQ war der Film Teil einer Unternehmensstrategie, um ihre erfolgreichen Spiele-Franchises auch auf andere Medien auszudehnen.
Produziert wurde der Film von den Unternehmen Universal Cable Productions und UFO Films. THQ selbst ist nicht an den Produktionskosten beteiligt.
Der Film wurde von THQ und Syfy im Juli 2010 offiziell angekündigt. Das Drehbuch verfasste Andrew Kreisberg basierend auf einer Geschichte, die von Danny Bilson und Paul DeMeo entwickelt wurde. Kreisberg fungierte auch als Produzent des Films.
Beim Casting der Darsteller wurde darauf geachtet, bekannte Gesichter aus dem Science-Fiction-Bereich zu engagieren. Robert Patrick wurde bekannt als T-1000 in Terminator 2, Brian J. Smith hatte von 2009 bis 2010 die Rolle des Lieutenant Scott in der Syfy-Fernsehserie Stargate Universe gespielt und Kate Vernon hatte eine größere Rolle als Ellen Tigh in der erfolgreichen Syfy-Serie Battlestar Galactica gehabt. Die Dreharbeiten fanden im Januar 2011 in Bulgarien statt. Als Kulisse für die Kolonistensiedlung Eos wurde eine riesige alte Stahlhütte aus Sowjet-Zeiten genutzt. Außerdem konnten nahegelegene Höhlen für weitere Aufnahmen verwendet werden. Die Raumschiffe und andere Orte wurden per CGI realisiert.
Aus Budgetgründen musste man auf eine Umsetzung des bekanntesten Aspekts der Spielereihe verzichten – die aufwändig inszenierte Zerstörung von Gebäuden und Umgebung. Während der Produktion arbeitete man viel mit Konzeptzeichnungen des Spieles, damit sich Film und Spiele möglichst ähnlich sehen. So ist z. B. die Architektur einer Bar in der ersten Filmszene identisch mit dem Spiel. Auch Raumschiffe und Waffen wurden aus dem Spiel übernommen. Bei anderen Aspekten, bei denen sich die Vorstellungen des Teams von den Spielen unterschieden, entschied man sich dazu, eher den eigenen Vorstellungen zu folgen.
Red Faction: Origins wurde als Pilotfilm für eine potentielle Serie konzipiert.

## Veröffentlichung
Der Film wurde erstmals am 4. Juni 2011 um 21:00 Uhr auf dem amerikanischen Sender Syfy ausgestrahlt.
Am 30. August 2011 wurde Red Faction:Origins von Universal Studios Home Entertainment auf DVD veröffentlicht.
Am 12. Oktober 2013 wurde der Film unter dem Titel „Red Faction – Die Rebellen“ auf RTL 2 ausgestrahlt.

## Kritik
Mark A. Perigard vom Boston Herald zeigte sich überrascht von der Qualität des Films gegenüber anderen Syfy-Produktionen. Er beschreibt, dass der Film ein bekanntes Handlungsschema durch flotte Dialoge, einigermaßen erfahrene Darsteller und gelegentliche Überraschungen aufwertet. Auch überraschte ihn das relativ geringe Maß an Gewaltdarstellungen in einer Produktion, die auf einem Third-Person-Shooter basiert. Er vergibt die Note „B“ (entspricht der Note „2“, siehe Schulnoten in den USA)
Ben PerLee äußert sich auf GameZone ebenfalls positiv zum Film. Er lobt die Darstellung Robert Patricks als Alec Mason und die Spezialeffekte. Er vergleicht die Qualität von Red Faction: Origins mit der Fernsehserie Battlestar Galactica. PerLee beschreibt die Produktion als „solide“ und hält es für eine gute Entscheidung, dass der Film eine eigene Geschichte erzählt, anstatt die Handlung eines Spieles zu adaptieren.
Auch Jim Vejvoda von IGN ist positiv überrascht von der Qualität des Films angesichts vieler schlechter Kinofilme basierend auf Videospielen. Während die Handlungselemente laut Vejvoda Genre-Fans bekannt sein dürften, überzeugt der Film für ihn durch die überzeugenden und ernsthaften darstellerischen Leistungen. Er lobt besonders die Darstellungen von Smith and Patrick. Merchants Darstellung der Lyra beschreibt er als zurückhaltend und hält die Figur Tess für nervig. Für Vejvoda gelingt es dem Film, sein offensichtlich beschränktes Budget und die allzu sehr nach altbekanntem Schema verlaufende Handlung zu überwinden, um unterhaltsame, wenn auch vorhersehbare Unterhaltung zu bieten. Er vergibt eine Note von 6,5 von 10 Punkten („Okay“).